# That's How You Know
«That's How You Know» es un número musical de la película de Disney Enchanted 2007, con música compuesta por Alan Menken y letra de Stephen Schwartz. Se realiza por la actriz principal de la película, Amy Adams, y cuenta con las voces de Marlon Saunders y otros cantantes en el coro de fondo. La canción aparece en la banda sonora de Enchanted, que fue lanzado el 20 de noviembre de 2007 en los Estados Unidos.
Al igual que la película, la canción fue escrita como un homenaje y una auto-parodia del pasado de las obras de Disney, específicamente la producción de un número tan grande como "Bajo el mar" de La sirenita y "Sea nuestro invitado" de La bella y la bestia, tanto de los cuales, no tan casualmente, también había música de Alan Menken.
La canción fue nominada a la mejor canción en los Premios de la Crítica 13 'Choice, Mejor Canción Original en la 65 Premios Globo de Oro, y en la 80.ª edición de los Oscar en la categoría de Mejor Canción Original, en los que otras dos canciones de la película fueron nominados. También fue nominado en la 51 Premios Grammy en la categoría de Mejor Canción Escrita para Cine, Televisión y Otros Medios de Comunicación Visual.

## Contexto
En la película, la canción es interpretada por Giselle. Durante su paseo por Central Park, las preguntas Giselle (Patrick Dempsey), Robert de vista sobre el amor después de descubrir que él ha estado con su novia, Nancy (Idina Menzel), durante cinco años y todavía tiene que proponer a ella. Ella empieza a cantar de forma espontánea con el fin de explicarle la forma en que debe mostrar su afecto por Nancy. Como Giselle canta y baila a través del parque, que se une a otras personas en el parque, incluyendo músicos callejeros, una steelband, ancianos bailarines, bailarinas de Baviera, y patinadores. La siguen a Bethesda Fountain, donde terminan la canción.

## Versiones de otros artistas

### Versión de Kristin Chenoweth
Aunque la canción es cantada por Adams en la película, la actriz ganadora del Premio Tony y la cantante Kristin Chenoweth, quien coprotagonizó el musical de Broadway traviesa con Idina Menzel (Nancy Tremaine "en Enchanted), realizó una versión abreviada (la segunda estrofa y el estribillo que se omite) en la 80 ª ceremonia de los Oscar con Saunders y los bailarines de la película en la ceremonia. Adams había realizado anteriormente en la emisión, cantando "Happy Song de trabajo" en solitario.

### Versión de Demi Lovato
Demi Lovato realizó un cover de «That's How You Know» para el álbum recopilatorio DisneyMania 6..También fue incluido en la recopilación Princess DisneyMania.
Lovato presentó «That's How You Know», junto con «This Is Me» y «Get Back» durante la apertura de los Disney Channel Games 2008. Lovato también interpretó el sencillo durante su gira promocional Demi Live! Warm Up Tour y Burnin' Up Tour de 2008.